# Gra Geriego
Gra Geriego (ang. Geri’s Game) – 4-minutowy film animowany wyprodukowany w 1997 roku w studiu Pixar. Reżyserem i autorem scenariusza jest Jan Pinkava. Geri’s Game był kolejnym filmem nakręconym w wytwórni Pixara po Toy Story, oraz pierwszym krótkim filmem animowanym tejże wytwórni od czasu Knick Knack, tj. od roku 1989. Film zdobył statuetkę Oscara w kategorii Krótkometrażowy film animowany za rok 1997.
25 stycznia 2009 roku film został wyemitowany w TVP1 po emisji filmu Mój brat niedźwiedź.

## Fabuła
Akcja filmu toczy się w pustym parku w jesiennej scenerii. Tytułowy bohater Geri (któremu głosu użyczył Bob Peterson) rozgrywa partię szachów przeciwko samemu sobie. Geri "staje się" każdym z graczy dzięki zamianie miejsc przy szachownicy oraz zdejmowaniu oraz wkładaniu okularów. Wraz z rozwojem rozgrywki akcja nabiera dynamizmu tak iż wydaje się, że przeciwko sobie gra dwóch staruszków. Bardziej zaborczy i agresywny Geri (bez okularów) zdaje się być o krok od zwycięstwa, gdy Geriemu (w okularach) pozostaje na szachownicy już tylko król. Geri (w okularach) oszukuje Geriego (bez okularów) udając atak serca, wykorzystując chwilę nieuwagi zaniepokojonego Geriego (bez okularów) udający chorego obraca szachownicę. W wyniku tego oszustwa Geri (w okularach) wygrywa partię. Trofeum dla zwycięzcy okazuje się sztuczna szczęka pokonanego. W czasie gdy zwycięzca upaja się sukcesem reżyser ukazuje widzowi całą scenę przypominając, że od początku partię szachów rozgrywał tylko jeden staruszek.

## Ciekawostki
- Jan Pinkava twierdzi, że postać Geriego ma być swoistą autokarykaturą autora w podeszłym wieku[1].
- Drewniane pudełko po cygarach w którym Geri przechowuje szachy nosi nadruk "Pt. Richmond Hand Made Pixar Shorts". Pixar Animation Studios były zlokalizowane w Point Richmond w czasie powstawania filmu.

## Błędy
- Grający czarnymi Geri wykonuje niedozwolony ruch gońcem, przesuwając się o dwa pola w poziomie, by zbić piona.
- Kiedy Geri grający białymi udaje atak serca i obraca szachownicę, to strąca ze stołu pudełko z figurami. Kiedy jednak chwilę później kamera oddala się ukazując stolik Geriego i najbliższą okolicę, to na ziemi nie widać ani rozrzuconych figur ani pudełka, nie są one też obecne na stole.

## Technologia
Jednym z celów produkcji tego filmu była analiza ulepszonej techniki renderowania postaci ludzi oraz ubrań (RenderMan).
Jest to pierwsza animacja w której użyto techniki Subdivision surface służącej do wygładzania krawędzi. Dzięki niej wszelkie obiekty takie tak ubrania czy pionki szachowe lecz także i skóra wyglądają bardziej naturalnie.

## Geri "grający" w innych produkcjach
Postać Geriego pojawiła się także w filmie Toy Story 2, gdzie Geri "grał" czyściciela zabawek pracującego dla porywacza Szeryfa Woody’ego. Wewnątrz należącego do Geriego pudełka z zestawem do czyszczenia zabawek widzowie mogą dostrzec kolekcję figur szachowych. W tej produkcji głosu Geriemu użyczył Jonathan Harris.

## Nagrody
- 1998 – Oscar, w kategorii Najlepszy animowany film krótkometrażowy
- 1998 – Anima Mundi Animation Festival – Best Film × 2
- 1998 – Annecy International Animated Film Festival – Jan Pinkava
- 1998 – Annie Awards – Wybitne Osiągnięcie w kategorii animowane filmy krótkometrażowe ((ang.)Outstanding Achievement in an Animated Short Subject)
- 1998 – Florida Film Festival – Najlepszy film krótkometrażowy (Best Short)
- 1998 – World Animation Celebration – Best 3-D CGI by Professional Jan Pinkava
- 1998 – Zagreb World Festival of Animated Films – Internet Favourite